# یواس‌اس رگولوس (ای‌اف-۵۷)
یواس‌اس رگولوس (ای‌اف-۵۷) (به انگلیسی: USS Regulus (AF-57)) یک کشتی بود؛ که طول آن ۴۵۵ فوت ۳ اینچ (۱۳۸٫۷۶ متر) بود. این کشتی در سال ۱۹۴۴ ساخته شد.